# STS-49

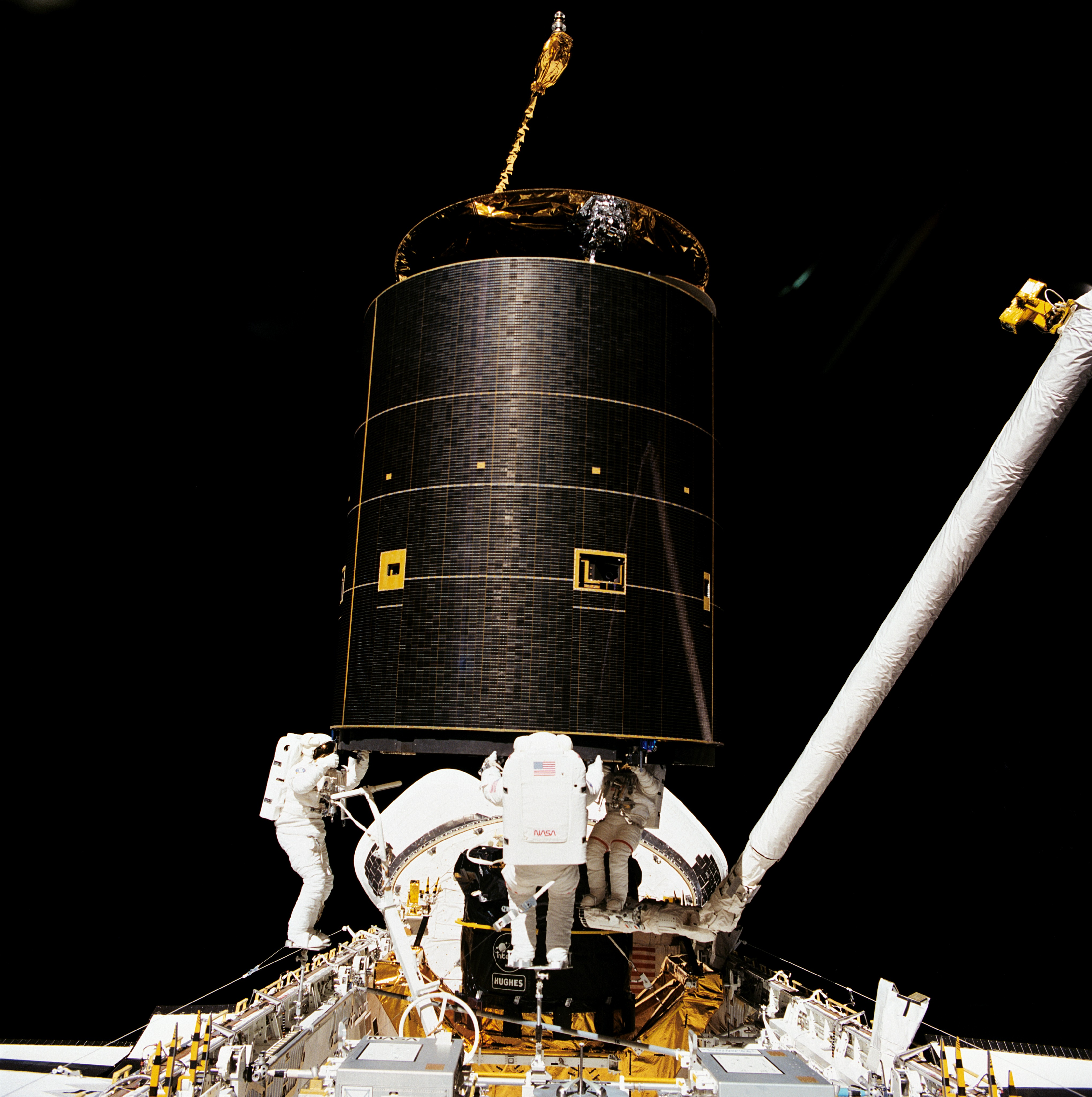

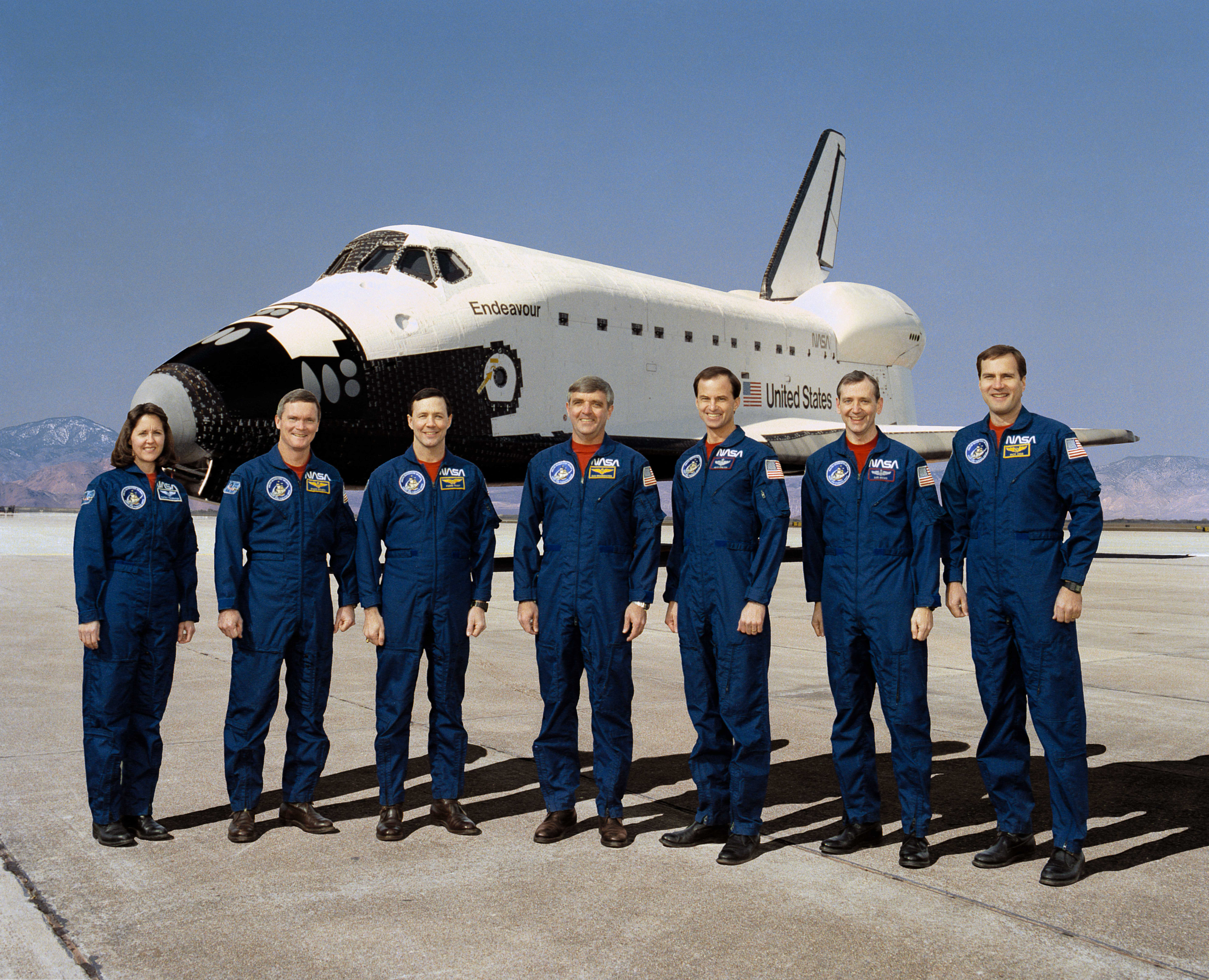
손튼, 멜닉, 투옷, 브란덴슈타인, 칠튼, 에이커스, 히에브

STS-49는 1992년 5월 7일 발사된 NASA의 인데버 우주왕복선의 첫 비행이었다. 9일간의 임무의 주요 목표는 인터셋 VI 위성인 인터셋 603을 회수하는 것이었다. 이 위성은 2년 동안 저지구 궤도를 벗어나지 못했다. 그 전에 새로운 상단 스테이지에 부착하고 의도한 지구 동기 궤도로 다시 발사한다. 여러 번의 시도 끝에 우주 비행 역사상 유일한 3인의 선외활동(EVA)으로 포획이 완료됐다. 이는 또한 2001년 STS-102까지 수행된 EVA 중 가장 긴 것으로 남아 있다.

## 같이 보기
- 우주과학
- 우주왕복선